# Campeonato Mundial de Ajedrez 2018
El Campeonato Mundial de Ajedrez 2018 es un encuentro de ajedrez que se celebró del 9 al 28 de noviembre de 2018 bajo el auspicio de la Federación Internacional de Ajedrez (FIDE) en el barrio de Holborn, en el centro de Londres.
El torneo se disputó entre el noruego Magnus Carlsen, quien defendió el título frente al ganador del Torneo de Candidatos 2018, Fabiano Caruana.
|       |       |       |       |       |       |       |       |    |  |
|       | a8    | b8    | c8    | d8    | e8    | f8    | g8    | h8 |  |
| a7    | b7    | c7    | d7    | e7    | f7    | g7 pd | h7 kd |    |  |
| a6 pd | b6    | c6    | d6    | e6    | f6    | g6    | h6 pd |    |  |
| a5    | b5    | c5 ql | d5    | e5    | f5    | g5    | h5    |    |  |
| a4 pl | b4 pl | c4    | d4 nd | e4    | f4 pd | g4 ql | h4    |    |  |
| a3    | b3    | c3    | d3    | e3 qd | f3    | g3    | h3 pl |    |  |
| a2    | b2    | c2    | d2    | e2    | f2    | g2 bl | h2 kl |    |  |
| a1    | b1    | c1    | d1    | e1    | f1    | g1    | h1    |    |  |
|       |       |       |       |       |       |       |       |    |  |

## Torneo de Candidatos
El candidato se determinó en el Torneo de Candidatos de 2018. Los participantes fueron:
| Plaza | Clasificado           |
| --- | --------------------- |
| Actual subcampeón (perdedor del Campeonato Mundial de Ajedrez 2016)                                            | Serguéi Kariakin      |
| Los dos primeros clasificados en la Copa del Mundo de Ajedrez 2017                                             | Levon Aronian         |
| Los dos primeros clasificados en la Copa del Mundo de Ajedrez 2017                                             | Ding Liren            |
| Los dos primeros clasificados en el Grand Prix de la FIDE 2016–2017                                            | Shakhriyar Mamedyarov |
| Los dos primeros clasificados en el Grand Prix de la FIDE 2016–2017                                            | Aleksandr Grischuk    |
| Los dos jugadores mejor categorizados que jugaron la Copa del Mundo 2017 o el Grand-Prix de la FIDE 2016-2017. | Fabiano Caruana       |
| Los dos jugadores mejor categorizados que jugaron la Copa del Mundo 2017 o el Grand-Prix de la FIDE 2016-2017. | Wesley So             |
| Invitado por el Comité organizador (Rating FIDE de al menos 2725 en alguna lista FIDE de 2017)                 | Vladímir Krámnik      |

Del 10 al 28 de marzo de 2018, Fabiano Caruana venció en el Torneo de Candidatos 2018 disputado en Berlín, lo que le dio derecho a enfrentarse al actual campeón Magnus Carlsen por el título mundial de la FIDE.

### Clasificación Final Torneo de Candidatos 2018
| Pos | Jugador               | 1 (FC) | 1 (FC) | 2 (SM) | 2 (SM) | 3 (SK) | 3 (SK) | 4 (DL) | 4 (DL) | 5 (VK) | 5 (VK) | 6 (AG) | 6 (AG) | 7 (WS) | 7 (WS) | 8 (LA) | 8 (LA) | Puntos | Desempates[4] | Desempates[4] | Desempates[4] |
| Pos | Jugador               | 1 (FC) | 1 (FC) | 2 (SM) | 2 (SM) | 3 (SK) | 3 (SK) | 4 (DL) | 4 (DL) | 5 (VK) | 5 (VK) | 6 (AG) | 6 (AG) | 7 (WS) | 7 (WS) | 8 (LA) | 8 (LA) | Puntos | H2H           | PG            | SB            |
| --- | --------------------- | ------ | ------ | ------ | ------ | ------ | ------ | ------ | ------ | ------ | ------ | ------ | ------ | ------ | ------ | ------ | ------ | ------ | ------------- | ------------- | ------------- |
| 1   | Fabiano Caruana       |        |        | ½      | ½      | ½      | 0      | ½      | ½      | ½      | 1      | ½      | 1      | 1      | ½      | 1      | 1      | 9      | 0             | 5             | 57,00         |
| 2   | Shakhriyar Mamedyarov | ½      | ½      |        |        | ½      | 1      | 0      | ½      | 1      | ½      | 1      | ½      | ½      | ½      | ½      | ½      | 8      | 1½            | 3             | 54,75         |
| 3   | Serguéi Kariakin      | 1      | ½      | 0      | ½      |        |        | ½      | ½      | 1      | ½      | ½      | ½      | 1      | ½      | 0      | 1      | 8      | ½             | 4             | 54,75         |
| 4   | Ding Liren            | ½      | ½      | ½      | 1      | ½      | ½      |        |        | ½      | ½      | ½      | ½      | ½      | ½      | ½      | ½      | 7½     | 0             | 1             | 52.50         |
| 5   | Vladímir Krámnik      | 0      | ½      | ½      | 0      | ½      | 0      | ½      | ½      |        |        | 1      | 0      | ½      | ½      | 1      | 1      | 6½     | 1             | 3             | 41,50         |
| 6   | Aleksandr Grischuk    | 0      | ½      | ½      | 0      | ½      | ½      | ½      | ½      | 1      | 0      |        |        | 1      | ½      | ½      | ½      | 6½     | 1             | 2             | 44,00         |
| 7   | Wesley So             | ½      | 0      | ½      | ½      | ½      | 0      | ½      | ½      | ½      | ½      | ½      | 0      |        |        | 1      | ½      | 6      | 0             | 1             | 40,50         |
| 8   | Levon Aronian         | 0      | 0      | ½      | ½      | 0      | 1      | ½      | ½      | 0      | 0      | ½      | ½      | ½      | 0      |        |        | 4½     | 0             | 1             | 33,00         |

## Resultados

### Tabla de resultados
|                 | ELO  | Juego 1 9 Nov. | Juego 2 10 Nov. | Juego 3 12 Nov. | Juego 4 13 Nov. | Juego 5 15 Nov. | Juego 6 16 Nov. | Juego 7 18 Nov. | Juego 8 19 Nov. | Juego 9 21 Nov. | Juego 10 22 Nov. | Juego 11 24 Nov. | Juego 12 26 Nov. | Puntos |
| --------------- | ---- | -------------- | --------------- | --------------- | --------------- | --------------- | --------------- | --------------- | --------------- | --------------- | ---------------- | ---------------- | ---------------- | ------ |
| Magnus Carlsen  | 2835 | ½              | ½               | ½               | ½               | ½               | ½               | ½               | ½               | ½               | ½                | ½                | ½                | 6      |
| Fabiano Caruana | 2832 | ½              | ½               | ½               | ½               | ½               | ½               | ½               | ½               | ½               | ½                | ½                | ½                | 6      |

|                 | Juego 13 28 Nov. | Juego 14 28 Nov. | Juego 15 28 Nov. | Juego 16 28 Nov. | Puntos | Resultado final |
| --------------- | ---------------- | ---------------- | ---------------- | ---------------- | ------ | --------------- |
| Magnus Carlsen  | 1                | 1                | 1                | -                | 3      | 6 (3)           |
| Fabiano Caruana | 0                | 0                | 0                | -                | 0      | 6 (0)           |